# Jüdisches Einwanderungs- und Holocaustmuseum in São Paulo

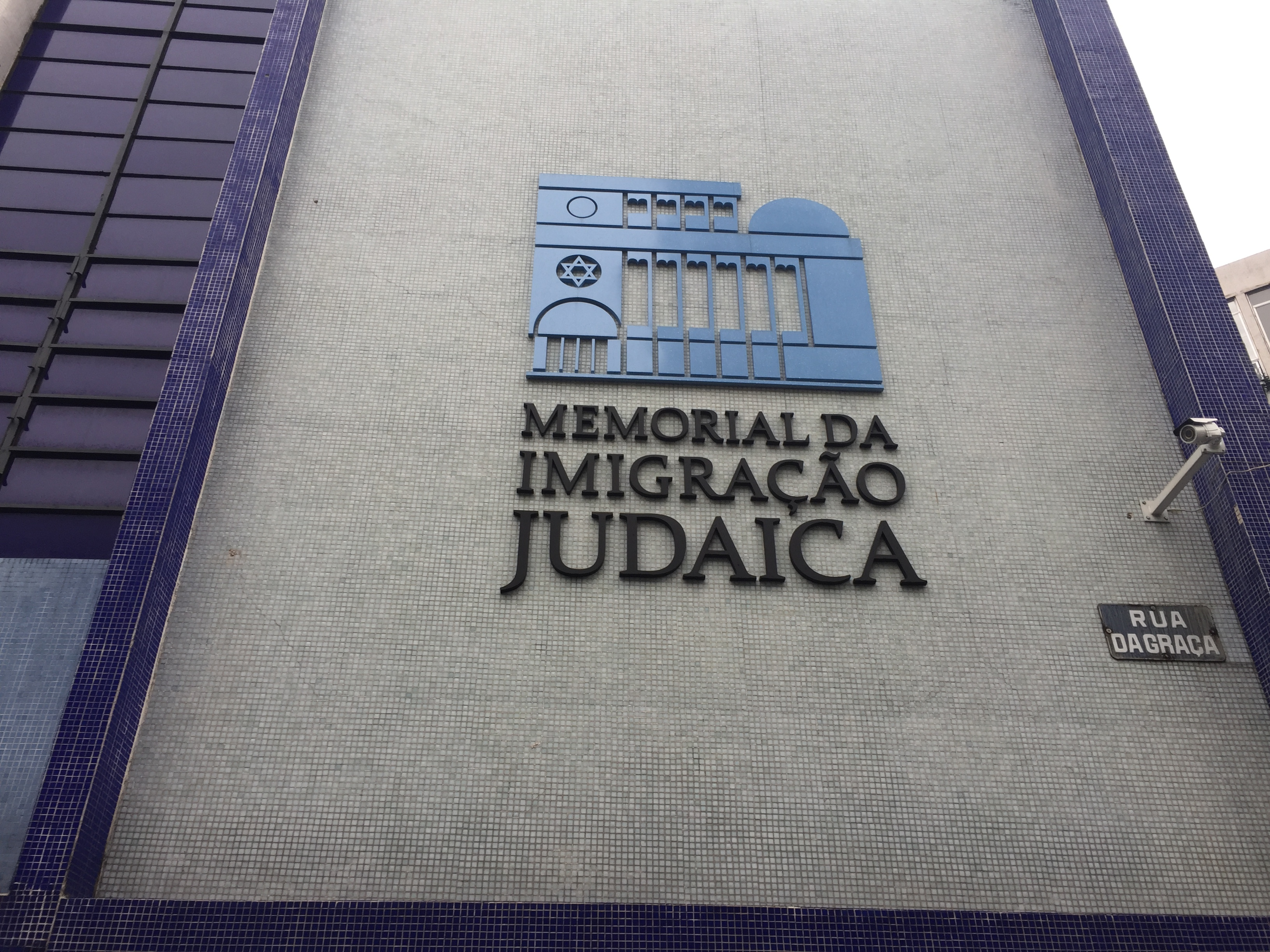
Museumseingang

Das Jüdische Einwanderungs- und Holocaustmuseum in São Paulo (portugiesisch Memorial da Imigração Judaica e do Holocausto) eröffnete 2016 in der Kehilat Israel Synagoge.
In mehreren Einwanderungswellen kamen zahlreiche jüdische Migranten nach Brasilien, so besonders auch in den Jahren zwischen 1926 und 1942. Derzeit leben etwa 120.000 Juden in Brasilien. 1912 gründeten Auswanderer aus Bessarabien die Kehilat Israel Synagoge, in der im Jahr 2016 das Museum eröffnet wurde. Es ist das erste jüdische Migrationsmuseum in Brasilien und soll die Geschichte, Gebräuche, Kunst und Kultur der eingewanderten Juden durch Ausstellungen sowie soziale und bildende Aktivitäten bewahren, vermitteln und fördern. Im dritten Stock wurde 2017 eine Holocaustgedenkstätte eingerichtet.